# Kilopondio
El kilopondio (de kilo- y el latín pondus, -ĕris ‘peso’) o kilogramo-fuerza es la unidad de fuerza en el antiguo Sistema Técnico de Unidades. Es una de las tres unidades fundamentales de este sistema; las otras dos son el metro (longitud) y el segundo (tiempo).

## Definición
Un kilopondio o kilogramo-fuerza es la fuerza ejercida sobre un cuerpo de 1 kg de masa (según se define en el SI) por la gravedad estándar en la superficie terrestre, que es de 9,80665 m/s². En definitiva, el kilogramo-fuerza (o kilopondio) es lo que pesa un cuerpo de masa 1 kg en la superficie terrestre.
El término «kilopondio» es escasamente utilizado, tanto en el ámbito científico y técnico como en la práctica cotidiana. Normalmente, no se oirá decir yo peso 70 kilopondios o yo peso 70 kilogramos-fuerza (que sería lo correcto si utilizamos el Sistema Técnico de Unidades), o yo peso 686 N, o yo tengo una masa de 70 kilogramos (si utilizamos el SI), sino que lo común es decir: yo peso 70 kilogramos o yo peso 70 kilos (donde kilogramo es la unidad de masa del SI), a pesar de que, en realidad, nos estamos refiriendo a kilogramos-fuerza, y no a kilogramos de masa. En lo anterior, debemos interpretar a la expresión «kilos» como acortamiento coloquial de kilogramos-fuerza o kilopondios, ya que estamos hablando de un peso; es decir, de una fuerza, y no de una masa.

## Equivalencias
El valor estándar de la gravedad (g) terrestre es de 9,80665 m/s². Entonces (y de acuerdo con la segunda ley de Newton: fuerza = masa × aceleración), tendremos:
1 kp = 1 kgf = 1 kg × 9,80665 m/s² = 9,80665 N
de modo que un kilogramo-fuerza o kilopondio equivale a 9,80665 N, de acuerdo con el valor estándar de la gravedad terrestre.
En un lugar especificado de la Tierra o en cualquier otro planeta o cuerpo celeste, el peso de un cuerpo, expresado en kp o kgf, se obtendría multiplicando su masa (en kilogramos) por el valor de la gravedad correspondiente.
Dado que la unidad de masa en el STU no se utiliza normalmente, no recibe nombre especial y nos referimos a ella como «unidad técnica de masa» (u.t.m.), y su equivalencia con el kilogramo es: 1 kg = 0,102 u.t.m.

## Ejemplos
El kilogramo-fuerza o kilopondio (STU) representa el peso de un cuerpo de 1 kg de masa (SI) en la superficie terrestre. Esta circunstancia ha dado lugar a cierto desconcierto que parte de la confusión inicial entre los conceptos de peso y masa.
Destaquemos un ejemplo: en la Luna ese mismo kilogramo de masa va a pesar solamente 0,1666 kp (o 1,634 N), ya que la gravedad lunar es la sexta parte de la gravedad terrestre.
Resumiendo
Un kilogramo de masa pesa:
en la Tierra: 1 kilopondio o kilogramo-fuerza (STU), o 9,80665 N (SI);
en la Luna: 0,1666 kilopondios o kilogramos-fuerza (STU), o 1,634 N.
Sin embargo, su masa permanecerá invariable: 1 kg (SI) o 0,102 u.t.m., tanto en la Tierra como en la Luna o cualquier otro lugar.